# Fodbold under sommer-OL 2020 (kvinder)
Kvindernes fodboldturnering under sommer-OL blev afholdt i Tokyo og seks andre byer i Japan fra den 25. juli til den 9. august. Forbundene tilknyttet FIFA blev opfordret til at sende deres kvindefodboldlandshold til den regionale kvalifikationsturnering, hvorfra elleve hold sammen med værtsnationen kvalificerede sig til OL. Der er ingen aldersbegrænsning for de deltagende spillere i turneringen. Finalen skulle oprindeligt blive spillet på Nationalstadionet i Tokyo, men blev ændret til International Stadium Yokohama.
De forsvarende mestre fra Tyskland, kvalificerede sig ikke, efter holdet røg ud i kvartfinalen ved VM 2019 i Frankrig.
Canadas kvindefodboldlandshold, vandt for første gang nogensinde deres første OL-guldmedalje i kvindefodbold. Holdet slog Sverige, i finalen 3-2 i straffeafgørelse, efter begge hold havde spillet uafgjort 1-1. USA vandt bronze, efter at have slået Australien, med cifrene 3-2.

## Medaljefordeling
| Medaljetagere | Medaljetagere | Medaljetagere | Medaljetagere |
| ------------- | ------------- | ------------- | ------------- |
| Guld          | Sølv          | Bronze        |               |
| Canada        | Sverige       | USA           |               |

## Spillesteder
Alle nedenstående spillesteder vil blive benyttet ved turneringen:
| Tokyo                   | Chōfu                                         | Saitama                                       | Yokohama                                      |
| ----------------------- | --------------------------------------------- | --------------------------------------------- | --------------------------------------------- |
| Nationalstadion         | Tokyo Stadium                                 | Saitama Stadium                               | International Stadium Yokohama                |
| Kapacitet: 60,102       | Kapacitet: 48,000                             | Kapacitet: 62,000                             | Kapacitet: 70,000                             |
|                         |                                               |                                               |                                               |
| Kashima                 | Yokohama Saitama Sendai Tokyo Kashima Sapporo | Yokohama Saitama Sendai Tokyo Kashima Sapporo | Yokohama Saitama Sendai Tokyo Kashima Sapporo |
| Ibaraki Kashima Stadium | Yokohama Saitama Sendai Tokyo Kashima Sapporo | Yokohama Saitama Sendai Tokyo Kashima Sapporo | Yokohama Saitama Sendai Tokyo Kashima Sapporo |
| Kapacitet: 42,000       | Yokohama Saitama Sendai Tokyo Kashima Sapporo | Yokohama Saitama Sendai Tokyo Kashima Sapporo | Yokohama Saitama Sendai Tokyo Kashima Sapporo |
|                         | Yokohama Saitama Sendai Tokyo Kashima Sapporo | Yokohama Saitama Sendai Tokyo Kashima Sapporo | Yokohama Saitama Sendai Tokyo Kashima Sapporo |
| Rifu                    | Yokohama Saitama Sendai Tokyo Kashima Sapporo | Yokohama Saitama Sendai Tokyo Kashima Sapporo | Yokohama Saitama Sendai Tokyo Kashima Sapporo |
| Miyagi Stadium          | Yokohama Saitama Sendai Tokyo Kashima Sapporo | Yokohama Saitama Sendai Tokyo Kashima Sapporo | Yokohama Saitama Sendai Tokyo Kashima Sapporo |
| Kapacitet: 48,000       | Yokohama Saitama Sendai Tokyo Kashima Sapporo | Yokohama Saitama Sendai Tokyo Kashima Sapporo | Yokohama Saitama Sendai Tokyo Kashima Sapporo |
|                         | Yokohama Saitama Sendai Tokyo Kashima Sapporo | Yokohama Saitama Sendai Tokyo Kashima Sapporo | Yokohama Saitama Sendai Tokyo Kashima Sapporo |
| Sapporo                 | Yokohama Saitama Sendai Tokyo Kashima Sapporo | Yokohama Saitama Sendai Tokyo Kashima Sapporo | Yokohama Saitama Sendai Tokyo Kashima Sapporo |
| Sapporo Dome            | Yokohama Saitama Sendai Tokyo Kashima Sapporo | Yokohama Saitama Sendai Tokyo Kashima Sapporo | Yokohama Saitama Sendai Tokyo Kashima Sapporo |
| Kapacitet: 42,000       | Yokohama Saitama Sendai Tokyo Kashima Sapporo | Yokohama Saitama Sendai Tokyo Kashima Sapporo | Yokohama Saitama Sendai Tokyo Kashima Sapporo |
|                         | Yokohama Saitama Sendai Tokyo Kashima Sapporo | Yokohama Saitama Sendai Tokyo Kashima Sapporo | Yokohama Saitama Sendai Tokyo Kashima Sapporo |

## Kvalifikation
| Kvalifikation                                         | Dato 1                          | Lokation1     | Pladser | Kvalificerede                  |
| ----------------------------------------------------- | ------------------------------- | ------------- | ------- | ------------------------------ |
| Vært                                                  | N/A                             | N/A           | 1       | Japan                          |
| Copa América Femenina 2018                            | 4–22. april 2018                | Chile         | 1       | Brasilien                      |
| Oceanienmesterskabet 2018                             | 18. november – 1. december 2018 | Ny Kaledonien | 1       | New Zealand                    |
| VM i fodbold for kvinder 2019 (kvalificeret som UEFA) | 7. juni – 7. juli 2019          | Frankrig      | 3       | Storbritannien Holland Sverige |
| CONCACAF kvalifikationsturnering 2020                 | 28. januar – 9. februar 2020    | USA           | 2       | Canada USA                     |
| CAF kvalifikationsturnering 2020                      | 5.–10. marts 2020               | Flere         | 1       | Zambia                         |
| AFC kvalifikationsturnering 2020                      | 6.–11. marts & 8–13. april 2021 | Flere         | 2       | Australien Kina                |
| CAF–CONMEBOL play-off                                 | 10–13. april 2021               | Tyrkiet       | 1       | Chile                          |
| Total                                                 |                                 |               | 12      |                                |

- ↑1Datoer og lokationer er fra slutrunderne, forskellige kvalifikationsfaser kan have kampe på disse specifikke spillesteder.

## Spillertrupper
Kvindernes turnering international turnering uden aldersbegrænsninger. Hvert hold skal indsende et hold på maks. 18 spillere, hvoraf to skal være målvogtere. Hvert hold kan også navngive en liste over fire reserve spillere, som kan erstatte en spiller, i tilfælde af skader.

## Gruppespil
De 16 kvalificerede hold var fordelt i tre puljer med fire hold i hver. Nr. 1 og 2 i hver pulje gik videre til 1/4-finalerne. Det samme gjorde to treere.

### Gruppe E
| Pos | Hold           | K | V | U | T | M+ | M- | MF | P | Kvalifikation                                            |
| --- | -------------- | - | - | - | - | -- | -- | -- | - | -------------------------------------------------------- |
| 1   | Storbritannien | 3 | 2 | 1 | 0 | 4  | 1  | +3 | 7 | Avancerer til slutspil                                   |
| 2   | Canada         | 3 | 1 | 2 | 0 | 4  | 3  | +1 | 5 | Avancerer til slutspil                                   |
| 3   | Japan (V)      | 3 | 1 | 1 | 1 | 2  | 2  | 0  | 4 | Potentiel slutspil baseret på rangering af bedste treer. |
| 4   | Chile          | 3 | 0 | 0 | 3 | 1  | 5  | −4 | 0 |                                                          |

| 21. juli 2021 16:30 |

| Storbritannien   | 2–0                          | Chile |
| ---------------- | ---------------------------- | ----- |
| - White 18', 73' | Rapport (IOC) Rapport (FIFA) |       |

| Sapporo Dome, Sapporo Dommer: Salima Mukansanga (Rwanda) |

| 21. juli 2021 19:30 |

| Japan          | 1-1                          | Canada          |
| -------------- | ---------------------------- | --------------- |
| - Iwabuchi 84' | Rapport (IOC) Rapport (FIFA) | - Sinclair 6' · |

| Sapporo Dome, Sapporo Dommer: Edina Alves Batista (Brasilien) |

| 24. juli 2021 16:30 |

| Chile              | 1–2                            | Canada              |
| ------------------ | ------------------------------ | ------------------- |
| - Araya 57' (str.) | Rapport (TOCOG) Rapport (FIFA) | - Beckie 39', 47' · |

| Sapporo Dome, Sapporo Tilskuere: 0 Dommer: Esther Staubli (Schweiz) |

| 24. juli 2021 19:30 |

| Japan | 0–1                            | Storbritannien |
| ----- | ------------------------------ | -------------- |
|       | Rapport (TOCOG) Rapport (FIFA) | - White 74' ·  |

| Sapporo Dome, Sapporo Tilskuere: 0 Dommer: Anastasia Pustovoitova (Rusland) |

| 27. juli 2021 20:00 |

| Chile | 0–1                            | Japan          |
| ----- | ------------------------------ | -------------- |
|       | Rapport (TOCOG) Rapport (FIFA) | - Tanaka 77' · |

| Miyagi Stadium, Rifu Tilskuere: 1,326 Dommer: Melissa Borjas (Honduras) |

| 27. juli 2021 20:00 |

| Canada     | 1–1                            | Storbritannien       |
| ---------- | ------------------------------ | -------------------- |
| - Leon 55' | Rapport (TOCOG) Rapport (FIFA) | - Prince 85' (sm.) · |

| Kashima Stadium, Kashima Tilskuere: 0 Dommer: Kateryna Monzul (Ukraine) |

### Gruppe F
| Pos | Hold      | K | V | U | T | M+ | M- | MF  | P | Kvalifikation                                            |
| --- | --------- | - | - | - | - | -- | -- | --- | - | -------------------------------------------------------- |
| 1   | Holland   | 3 | 2 | 1 | 0 | 21 | 8  | +13 | 7 | Avancerer til slutspil                                   |
| 2   | Brasilien | 3 | 2 | 1 | 0 | 9  | 3  | +6  | 7 | Avancerer til slutspil                                   |
| 3   | Zambia    | 3 | 0 | 1 | 2 | 7  | 15 | −8  | 1 | Potentiel slutspil baseret på rangering af bedste treer. |
| 4   | Kina      | 3 | 0 | 1 | 2 | 6  | 17 | −11 | 1 |                                                          |

| 21. juli 2021 17:00 |

| Kina | 0–5                          | Brasilien                                                           |
| ---- | ---------------------------- | ------------------------------------------------------------------- |
|      | Rapport (IOC) Rapport (FIFA) | - Marta 9', 74' - Debinha 22' - Andressa 82' (str.) - Beatriz 89' · |

| Miyagi Stadium, Rifu Tilskuere: 0 Dommer: Kateryna Monzul (Ukraine) |

| 21. juli 2021 20:00 |

| Zambia                | 3–10                                | Holland |
| --------------------- | ----------------------------------- | --- |
| - Banda 19', 82', 83' | Rapport (Tokyo 2020) Rapport (FIFA) | - Miedema 9', 15', 29', 59' - Martens 14', 38' - Van de Sanden 44' - Roord 64' - Beerensteyn 75' - Pelova 80' · |

| Miyagi Stadium, Rifu Tilskuere: 0 Dommer: Laura Fortunato (Argentina) |

| 24. juli 2021 17:00 |

| Kina                                   | 4–4                            | Zambia                                          |
| -------------------------------------- | ------------------------------ | ----------------------------------------------- |
| - Wang Shuang 6', 22', 23', 84' (str.) | Rapport (TOCOG) Rapport (FIFA) | - Kundananji 15' - Banda 43' (str.), 46', 69' · |

| Miyagi Stadium, Rifu Tilskuere: 2,212 Dommer: Melissa Borjas (Honduras) |

| 24. juli 2021 20:00 |

| Holland                         | 3–3                            | Brasilien                                        |
| ------------------------------- | ------------------------------ | ------------------------------------------------ |
| - Miedema 3', 59' - Janssen 79' | Rapport (TOCOG) Rapport (FIFA) | - Debinha 16' - Marta 65' (str.) - Ludmila 68' · |

| Miyagi Stadium, Rifu Tilskuere: 2,621 Dommer: Kate Jacewicz (Australien) |

| 27. juli 2021 20:30 |

| Holland                                                                                         | 8–2                            | Kina                                    |
| ----------------------------------------------------------------------------------------------- | ------------------------------ | --------------------------------------- |
| - Van de Sanden 12' - Beerensteyn 37', 45+2' - Martens 47', 70' - Miedema 65', 76' - Pelova 71' | Rapport (TOCOG) Rapport (FIFA) | - Wang Shanshan 28' - Wang Yanwen 69' · |

| International Stadium Yokohama, Yokohama Tilskuere: 0 Dommer: Salima Mukansanga (Rwanda) |

| 27. juli 2021 20:30 |

| Brasilien      | 1–0                            | Zambia |
| -------------- | ------------------------------ | ------ |
| - Andressa 19' | Rapport (TOCOG) Rapport (FIFA) |        |

| Saitama Stadium 2002, Saitama Tilskuere: 0 Dommer: Yoshimi Yamashita (Japan) |

### Gruppe G
| Pos | Hold        | K | V | U | T | M+ | M- | MF | P | Kvalifikation                                            |
| --- | ----------- | - | - | - | - | -- | -- | -- | - | -------------------------------------------------------- |
| 1   | Sverige     | 3 | 3 | 0 | 0 | 9  | 2  | +7 | 9 | Avancerer til slutspil                                   |
| 2   | USA         | 3 | 1 | 1 | 1 | 6  | 4  | +2 | 4 | Avancerer til slutspil                                   |
| 3   | Australien  | 3 | 1 | 1 | 1 | 4  | 5  | −1 | 4 | Potentiel slutspil baseret på rangering af bedste treer. |
| 4   | New Zealand | 3 | 0 | 0 | 3 | 2  | 10 | −8 | 0 |                                                          |

| 21. juli 2021 17:30 |

| Sverige                              | 3–0                          | USA |
| ------------------------------------ | ---------------------------- | --- |
| - Blackstenius 25', 54' - Hurtig 72' | Rapport (IOC) Rapport (FIFA) |     |

| Tokyo Stadium, Tokyo Tilskuere: 0 Dommer: Yoshimi Yamashita (Japan) |

| 21. juli 2021 20:30 |

| Australien              | 2–1                                 | New Zealand      |
| ----------------------- | ----------------------------------- | ---------------- |
| - Yallop 20' - Kerr 33' | Rapport (Tokyo 2020) Rapport (FIFA) | - Rennie 90+1' · |

| Tokyo Stadium, Tokyo Tilskuere: 0 Dommer: Lucila Venegas (Mexico) |

| 24. juli 2021 17:30 |

| Sverige                                          | 4–2                            | Australien        |
| ------------------------------------------------ | ------------------------------ | ----------------- |
| - Rolfö 20', 63' - Hurtig 52' - Blackstenius 82' | Rapport (TOCOG) Rapport (FIFA) | - Kerr 36', 48' · |

| Saitama Stadium 2002, Saitama Tilskuere: 0 Dommer: Edina Alves Batista (Brasilien) |

| 24. juli 2021 20:30 |

| New Zealand   | 1–6                            | USA                                                                                      |
| ------------- | ------------------------------ | ---------------------------------------------------------------------------------------- |
| - Hassett 72' | Rapport (TOCOG) Rapport (FIFA) | - Lavelle 9' - Horan 45' - Erceg 63' (sm.) - Press 80' - Morgan 88' - Bott 90+3' (sm.) · |

| Saitama Stadium 2002, Saitama Tilskuere: 0 Dommer: Stéphanie Frappart (Frankrig) |

| 27. juli 2021 17:00 |

| New Zealand | 0–2                            | Sverige                       |
| ----------- | ------------------------------ | ----------------------------- |
|             | Rapport (TOCOG) Rapport (FIFA) | - Anvegård 17' - Janogy 29' · |

| Miyagi Stadium, Rifu Tilskuere: 884 Dommer: Laura Fortunato (Argentina) |

| 27. juli 2021 17:00 |

| USA | 0–0                          | Australien |
| --- | ---------------------------- | ---------- |
|     | Report (TOCOG) Report (FIFA) |            |

| Kashima Stadium, Kashima Tilskuere: 0 Dommer: Anastasia Pustovoitova (Rusland) |

### Rangering af bedste treer
| Pos | Hold       | K | V | U | T | M+ | M- | MF | P | Kvalifikation          |
| --- | ---------- | - | - | - | - | -- | -- | -- | - | ---------------------- |
| 1   | Japan (V)  | 3 | 1 | 1 | 1 | 2  | 2  | 0  | 4 | Avancerer til slutspil |
| 2   | Australien | 3 | 1 | 1 | 1 | 4  | 5  | −1 | 4 | Avancerer til slutspil |
| 3   | Zambia     | 3 | 0 | 1 | 2 | 7  | 15 | −8 | 1 |                        |

## Knockout-fase
|  | Kvartfinaler        | Kvartfinaler        |                              |       | Semifinaler | Semifinaler |  |  | Finalekamp | Finalekamp |
|  |                     |                     |                              |       |             |             |  |  |            |            |
|  | 30. juli – Kashima  |                     |                              |       |             |             |  |  |            |            |
|  |                     |                     |                              |       |             |             |  |  |            |            |
|  | Storbritannien      | 3                   |                              |       |             |             |  |  |            |            |
|  | Storbritannien      | 3                   | 2. august – Yokohama         |       |             |             |  |  |            |            |
|  | Australien (efs)    | 4                   |                              |       |             |             |  |  |            |            |
|  | Australien (efs)    | 4                   | Australien                   | 0     |             |             |  |  |            |            |
|  | 30. juli – Saitama  |                     | Australien                   | 0     |             |             |  |  |            |            |
|  |                     | Sverige             | 1                            |       |             |             |  |  |            |            |
|  | Sverige             | Sverige             | 1                            | 3     |             |             |  |  |            |            |
|  | Sverige             |                     | 6. august – Tokyo (National) | 3     |             |             |  |  |            |            |
|  | Japan               | 1                   |                              |       |             |             |  |  |            |            |
|  | Japan               | 1                   | Sverige                      | 1 (2) |             |             |  |  |            |            |
|  | 30. juli – Yokohama |                     | Sverige                      | 1 (2) |             |             |  |  |            |            |
|  |                     | Canada (str.)       | 1 (3)                        |       |             |             |  |  |            |            |
|  | Holland             | Canada (str.)       | 1 (3)                        | 2 (2) |             |             |  |  |            |            |
|  | Holland             | 2. august – Kashima |                              | 2 (2) |             |             |  |  |            |            |
|  | USA (p)             | 2 (4)               |                              |       |             |             |  |  |            |            |
|  | USA (p)             | 2 (4)               | USA                          | 0     |             |             |  |  |            |            |
|  | 30. juli – Rifu     |                     | USA                          | 0     |             |             |  |  |            |            |
|  |                     | Canada              | 1                            |       | Bronzekamp  | Bronzekamp  |  |  |            |            |
|  | Canada (p)          | Canada              | 1                            | 0 (4) | Bronzekamp  | Bronzekamp  |  |  |            |            |
|  | Canada (p)          |                     | 5. august – Kashima          | 0 (4) |             |             |  |  |            |            |
|  | Brasilien           | 0 (3)               |                              |       |             |             |  |  |            |            |
|  | Brasilien           | 0 (3)               | Australien                   | 3     |             |             |  |  |            |            |
|  |                     |                     |                              |       |             |             |  |  |            |            |
|  | USA                 | 4                   |                              |       |             |             |  |  |            |            |
|  | USA                 | 4                   |                              |       |             |             |  |  |            |            |

### Kvartfinaler
| 30. juli 2021 17:00 |

| Canada                                          | 0–0                            | Brasilien                                       |
| ----------------------------------------------- | ------------------------------ | ----------------------------------------------- |
|                                                 | Rapport (TOCOG) Rapport (FIFA) |                                                 |
|                                                 | Straffesparkskonkurrence       |                                                 |
| - Sinclair - Fleming - Lawrence - Leon - Gilles | 4–3                            | - Marta - Debinha - Érika - Andressa - Rafaelle |

| Miyagi Stadium, Rifu Tilskuere: 3,403 Dommer: Stéphanie Frappart (Frankrig) |

| 30. juli 2021 18:00 |

| Storbritannien         | 3–4                            | Australien                                     |
| ---------------------- | ------------------------------ | ---------------------------------------------- |
| - White 57', 66', 115' | Rapport (TOCOG) Rapport (FIFA) | - Kennedy 35' - Kerr 89', 106' - Fowler 103' · |

| Kashima Stadium, Kashima Dommer: Salima Mukansanga (Rwanda) |

| 30. juli 2021 19:00 |

| Sverige                                               | 3–1                            | Japan          |
| ----------------------------------------------------- | ------------------------------ | -------------- |
| - Eriksson 7' - Blackstenius 53' - Asllani 68' (str.) | Rapport (TOCOG) Rapport (FIFA) | - Tanaka 23' · |

| Saitama Stadium 2002, Saitama Tilskuere: 0 Dommer: Lucila Venegas (Mexico) |

| 30. juli 2021 20:00 |

| Holland                                      | 2–2                            | USA                                  |
| -------------------------------------------- | ------------------------------ | ------------------------------------ |
| - Miedema 18', 54'                           | Rapport (TOCOG) Rapport (FIFA) | - S. Mewis 28' - Williams 31'        |
|                                              | Straffesparkskonkurrence       |                                      |
| - Miedema - Janssen - Van der Gragt - Nouwen | 2–4                            | - Lavelle - Morgan - Press - Rapinoe |

| International Stadium Yokohama, Yokohama Tilskuere: 0 Dommer: Kate Jacewicz (Australia) |

### Semifinaler
| 2. august 2021 17:00 |

| USA | 0–1                            | Canada                 |
| --- | ------------------------------ | ---------------------- |
|     | Rapport (TOCOG) Rapport (FIFA) | - Fleming 75' (str.) · |

| Kashima Stadium, Kashima Dommer: Kateryna Monzul (Ukraine) |

| 2. august 2021 20:00 |

| Australien | 0–1                            | Sverige       |
| ---------- | ------------------------------ | ------------- |
|            | Rapport (TOCOG) Rapport (FIFA) | - Rolfö 46' · |

| International Stadium Yokohama, Yokohama Tilskuere: 0 Dommer: Melissa Borjas (Honduras) |

### Bronzekamp
| 5. august 2021 17:00 |

| Australien                           | 3–4                            | USA                                    |
| ------------------------------------ | ------------------------------ | -------------------------------------- |
| - Kerr 17' - Foord 54' - Gielnik 90' | Rapport (TOCOG) Rapport (FIFA) | - Rapinoe 8', 21' - Lloyd 45+1', 51' · |

| Kashima Stadium, Kashima Tilskuere: 0 Dommer: Laura Fortunato (Argentina) |

### Finalekamp
| 6. august 2021 21:00 |

| Sverige                                                    | 1–1                            | Canada                                               |
| ---------------------------------------------------------- | ------------------------------ | ---------------------------------------------------- |
| - Blackstenius 34'                                         | Rapport (TOCOG) Rapport (FIFA) | - Fleming 68' (str.)                                 |
|                                                            | Straffesparkskonkurrence       |                                                      |
| - Asllani - Björn - Schough - Anvegård - Seger - Andersson | 2–3                            | - Fleming - Lawrence - Gilles - Leon - Rose - Grosso |

| International Stadium Yokohama, Yokohama Tilskuere: 0 Dommer: Anastasia Pustovoitova (Rusland) |

## Statistikker

### Målscorere
Der er blevet scoret 101 mål  i 26 kampe, i gennemsnit 3.88 mål pr. kamp (pr. 6. august 2021).
10 mål
- Vivianne Miedema

6 mål
- Sam Kerr
- Ellen White
- Barbra Banda

5 mål
- Stina Blackstenius

4 mål
- Wang Shuang
- Lieke Martens

3 mål
- Marta
- Lineth Beerensteyn
- Fridolina Rolfö

2 mål
- Andressa
- Debinha
- Janine Beckie
- Jessie Fleming
- Mina Tanaka
- Victoria Pelova
- Shanice van de Sanden
- Lina Hurtig
- Carli Lloyd
- Megan Rapinoe

1 mål
- Caitlin Foord
- Mary Fowler
- Emily Gielnik
- Alanna Kennedy
- Tameka Yallop
- Beatriz
- Ludmila
- Adriana Leon
- Christine Sinclair
- Karen Araya
- Wang Shanshan
- Wang Yanwen
- Mana Iwabuchi
- Dominique Janssen
- Jill Roord
- Betsy Hassett
- Gabi Rennie
- Anna Anvegård
- Kosovare Asllani
- Magdalena Eriksson
- Madelen Janogy
- Lindsey Horan
- Rose Lavelle
- Sam Mewis
- Alex Morgan
- Christen Press
- Lynn Williams
- Racheal Kundananji

1 selvmål
- Nichelle Prince (mod Storbritannien)
- C. J. Bott (mod USA)
- Abby Erceg (mod USA)